# Israël Leplevski
Israël Moïsseïevitch Leplevski (en russe : Израиль Моисеевич Леплевский), né 1896 à Brest et mort exécuté le 28 juillet 1938 à Moscou, est un chef de la Guépéou de la République socialiste soviétique d'Ukraine.

## Jeunesse
Né dans une famille juive de Brest-Litovsk, il fut éduqué par ses parents. Il travailla un temps comme chapelier, puis dans un magasin de produits pharmaceutiques. En 1910, il est membre du Bund. En 1914, il est mobilisé et combat sur le front russo-turc jusqu’en juin 1917.

## Carrière dans l’OGPU
Il rejoint le parti bolchevik en mars 1917, à Tbilissi. En juillet 1917, il est membre de l’organisation militaire du POSDR à Iekaterinoslav. Il participe à la guerre russo-polonaise en 1920. Sa carrière dans le GPU se déroule pour l’essentiel en Ukraine, où il finit par devenir le chef du GPU régional, puis Commissaire du Peuple aux Affaires intérieures de la RSS d'Ukraine de juillet 1937 à janvier 1938.

## Activités policières
Son rôle dans les grandes répressions des années 1930 est bien connu : 
- en mars 1933, il dirige, avec Karl Karlson et Vsevolod Balitski, le « nettoyage » des frontières ukrainienne et polonaise, traquant de supposés membres de l’Organisation militaire polonaise. On dénombre près de 15 000 arrestations[1].
- en 1937, lors de la Grande Terreur, il est chef du NKVD pour la RSS d’Ukraine. En septembre 1937, il rend compte à Iejov de 11 790 condamnations (dont 6 012 peines de mort), puis réclame, et obtient, un quota supplémentaire de 4 200 personnes à exécuter[2].

Communiste zélé, il est cependant limogé en février 1938 : Iejov lui reproche de s’être contenté d’un nombre élevé d’arrestations, négligeant le travail policier nécessaire pour débusquer de « vrais » coupables. Arrêté le 26 avril 1938, il est condamné à mort par le Collège militaire de la Cour suprême de l'URSS et exécuté le 28 juillet 1938.